# Christoph Theodor Aeby
Christoph Theodor Aeby (Phalsbourg, 25 febbraio 1835 – Bílina, 7 luglio 1885) è stato un anatomista e antropologo svizzero.

## Biografia
Studiò medicina a Basilea e a Gottinga. Nel 1863 fu nominato professore di anatomia presso l'Università di Berna (1866-1867, rettore accademico), e nel 1884 presso l'Università di Praga come successore di Carl Toldt.
Egli è meglio conosciuto per i suoi contributi sul campo antropologico. Svolse attività di ricerca sulla microcefalia, pubblicando il risultato nel testo: Beiträge zur Kenntniss der Mikrocephalie (1874).
In seguito, dimostrò l'influenza della pressione atmosferica sulle varie articolazioni del corpo umano, e condotto studi significativi che coinvolgono il tratto respiratorio superiore.
Era un alpinista entusiasta, dal quale pubblicò anche il relativo testo Das Hochgebirge von Grindelwald (Le alte montagne di Grindelwald, 1865).

## Eponimi associati
- "Muscolo di Aeby": il divaricatore del labbro inferiore muscolare.
- "L'aereo di Aeby": Un aereo craniometrico che passa attraverso il nasion e il foro occipitale perpendicolare al piano mediano del cranio.[2]

## Opere principali
- Eine neue Methode zur bestimmung der Schädelform von Menschen und Säugethieren, 1862
- Die Schädelformen des Menschen und der Affen : eine morphologische Studie, 1867
- Beiträge zur Kenntniss der Mikrocephalie, 1874
- Schema des Faserverlaufes im menschlichen Gehirn und Rückenmark, 1884
- Der Bronchialbaum der Säugethiere und des Menschen : nebst Bemerkungen über den Bronchialbaum der Vögel und Reptilien, 1880[4][5]